# كريستيان ران
كريستيان ران (بالألمانية: Christian Rahn)‏ (15 يونيو 1979 بهامبورغ في ألمانيا - ) هو لاعب كرة قدم ألماني في مركز الدفاع. شارك مع منتخب ألمانيا تحت 21 سنة لكرة القدم ومنتخب ألمانيا لكرة القدم. أما مع النوادي، فقد لعب مع غرويتر فورت ونادي سانت باولي ونادي كولن ونادي هامبورغ وهانزا روستوك ويان ريغينسبورغ.

## وصلات خارجية
- كريستيان ران على موقع قاعدة بيانات كرة القدم.إي يو (الإنجليزية)
- كريستيان ران على موقع بيانات كرة القدم. دي إي (الألمانية)
- كريستيان ران على موقع ناشيونال فوتبول تيمز (الإنجليزية)
- كريستيان ران على موقع عالم كرة القدم.نت (الإنجليزية)